# Robert Seeber

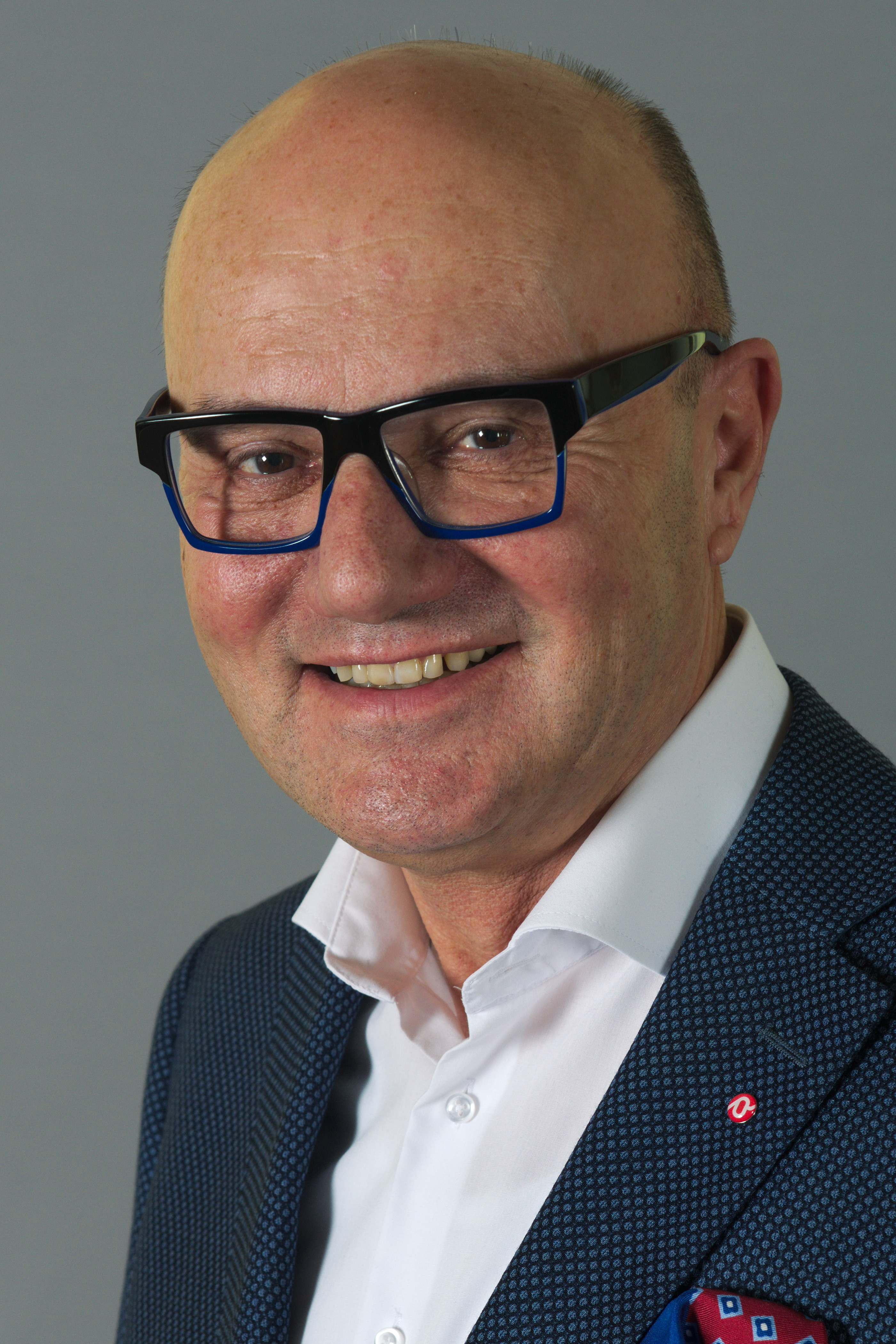
Robert Seeber (2017)

Robert Seeber (* 21. März 1955 in Linz) ist ein österreichischer Tourismusunternehmer und Politiker (ÖVP). Seeber war von 2016 bis zum 22. Oktober 2021 aus dem Bundesland Oberösterreich entsandtes Mitglied des österreichischen Bundesrats. Im ersten Halbjahr 2020 fungierte Seeber als Präsident des Bundesrates.

## Ausbildung und Beruf
Robert Seeber wurde am 21. März 1955 in der oberösterreichischen Landeshauptstadt Linz geboren und besuchte dort auch die Volksschule. Anschließend absolvierte er das Gymnasium der Missionsschule Dachsberg und maturierte 1974 am Khevenhüller Gymnasium Linz. Nach dem Ableisten des Präsenzdiensts beim österreichischen Bundesheer legte er im Jahr 1980 die Verwaltungsdienstprüfung beim Land Oberösterreich mit Auszeichnung ab. Außerdem absolvierte er die Ausbildung zum Reisebürokaufmann und 1986 die gastgewerbliche Konzessionsprüfung, wobei er vierzehn Jahre lang im Linzer Reisebüro Raml tätig war.
Ab 1980 baute Seeber gemeinsam mit seiner Ehegattin Elfriede in Linz mehrere gastronomische Unternehmen auf, als deren Geschäftsführer er in der Folge fungierte. 2009 wurde Seeber in Anerkennung seiner unternehmerischen Leistungen der Berufstitel Kommerzialrat verliehen.

## Politischer Werdegang
2009 wurde Robert Seeber zum Landesspartenobmann der Sparte Tourismus und Freizeitwirtschaft der Oberösterreichischen Wirtschaftskammer gewählt, seit 2014 ist er Vorsitzender des oberösterreichischen Landestourismusrats. Im Jahr 2014 nahm er nach der Wirtschaftskammerwahl ein Mandat im Wirtschaftsparlament der Wirtschaftskammer Österreich an.
Mit 1. Juli 2016 wurde Seeber als Nachfolger seines Parteikollegen Gottfried Kneifel vom Oberösterreichischen Landtag als Vertreter Oberösterreichs in den österreichischen Bundesrat nach Wien entsandt.
Im Juni 2020 wurde er als Nachfolger von Petra Nocker-Schwarzenbacher zum Obmann der Bundessparte Tourismus und Freizeitwirtschaft der Wirtschaftskammer Österreich für die Funktionsperiode bis 2025 gewählt. Stellvertreter wurden Mario Pulker und Mario Gerber. Nach der Landtagswahl 2021 schied er aus dem Bundesrat aus. Im Juni 2025 folgte ihm Susanne Kraus-Winkler als Obfrau der Bundessparte Tourismus und Freizeitwirtschaft in der Wirtschaftskammer nach.